# Piper sylvaticum
Piper sylvaticum är en pepparväxtart som beskrevs av William Roxburgh. Piper sylvaticum ingår i släktet Piper och familjen pepparväxter. Inga underarter finns listade i Catalogue of Life.